# IC 3162
IC 3162 је појединачна звијезда у сазвјежђу Дјевица која се налази на листи објеката дубоког неба у Индекс каталогу.
Деклинација објекта је + 8° 59' 51" а ректасцензија 12h 20m 3,2s.